# Johannes Timell
Johannes Timell, född 1696 i Böne församling, Älvsborgs län, död 4 januari 1762 i Ronneby församling, Blekinge län, var en svensk borgmästare, riksdagsledamot och politiker.

## Biografi
Johannes Timell föddes 1696 i Böne församling och var son till regementsskrivaren Carl Timell och Karin Unge. Han blev 1714 student vid Lunds universitet. Timell blev politieborgmästare i Karlskrona och fick senare titeln lagman och häradshövding i Blekinge. Han avled 1762 på Djupadals herrgård i Ronneby församling.
Timell var riksdagsledamot för borgarståndet i Karlskrona vid riksdagen 1734 och riksdagen 1738–1739.
Timell gifte sig 1730 med Johanna Maria Welshuys.